# Ingrid Olderöck
Ingrid Felicitas Olderöck Benhard (Santiago, 14 de septiembre de 1943-Santiago, 17 de marzo de 2001), conocida como «La mujer de los perros», fue una oficial de Carabineros de Chile, con grado de mayor, que en 1973 se convirtió en agente de la Dirección de Inteligencia Nacional (DINA), responsable de violaciones a los derechos humanos durante los primeros años de la dictadura militar en ese país.

## Biografía
Ingrid Olderöck nació en Santiago de Chile, hija de alemanes afines al nazismo y a Adolf Hitler. Su padre, nacido en Hamburgo, se llamó Walther Gustav Olderöck Frank y llegó en 1925. Su madre, Kreszenz Bernhard Zillner, nacida en Múnich, llegó más tarde, escapando de las hambrunas y desempleo que arrasaron a Alemania tras la Primera Guerra Mundial. Contrajeron matrimonio en 1932. Estudió en la Escuela de Carabineros de Chile, fundada por Carlos Ibáñez del Campo. En su graduación de dicha institución, entre las personalidades que se encontraban en la mesa de presídium estuvo el general Carlos Prats.
Según Nancy Guzmán, periodista y autora del libro «Ingrid Olderöck: la mujer de los perros», la futura agente fue criada en un entorno familiar muy autoritario, donde había cierto desprecio por la cultura latina, menos proclive al orden.

Yo soy nazi desde pequeña, desde que aprendí que el mejor período que vivió Alemania fue cuando estuvieron los nazis en el poder, cuando había trabajo y tranquilidad y no había ladrones sinvergüenzas.
Ingrid Olderock entrevistada por Guzmán, Nancy, Ingrid Olderock: La mujer de los perros

### Violaciones a los derechos humanos
En octubre de 1973, ingresó a la DINA con el grado de capitán y participó en la Escuela Femenina de la institución, donde alrededor de 70 mujeres fueron instruidas en métodos de tortura y tácticas represivas contra opositores a la dictadura militar. Fuentes señalan que en el ejercicio de sus funciones en la DINA conoció secretos relacionados al Proyecto Andrea, conducido por la dictadura militar de Pinochet para fabricar y aplicar gas sarín contra opositores.
En 1974 la DINA creaba los primeros centros de detención. Entre estos figuraba Venda Sexy, donde Olderöck cometería torturas y violaciones utilizando a un perro de nombre «Volodia».

En la Venda Sexy había un perro llamado Volodia adiestrado para violentar sexualmente a las mujeres [...] Fui violentada sexualmente con un perro pastor alemán al que los agentes de la dictadura llamaban Volodia [...] Ingrid dirigía al animal, mientras los otros torturadores obligaban a los detenidos a adoptar posiciones que facilitaran el abuso. Hombres y mujeres que pasaron por La Venda Sexy fueron víctimas de esta atrocidad.
Alejandra Holzapfel en entrevista a The Clinic.

### Atentado y retiro
El 15 de julio de 1981 fue víctima de un atentado perpetrado en su domicilio; recibió un disparo en la cabeza a manos de un comando del Movimiento de Izquierda Revolucionaria (MIR), y tras dicho incidente se acogió a retiro de Carabineros. Olderöck sostenía que, aunque ejecutado por el MIR, el atentado habría sido planificado por Carabineros de Chile en represalia por su deserción. Según Nancy Guzmán, Olderöck «siempre insistió que el fallecido general César Mendoza dio la orden para su asesinato y que fue el mayor Julio Benimelli quien quedó encargado».
En agosto de 1987 Olderöck concedió una entrevista a la televisión de Alemania Occidental, en la que admitió que en Chile se torturaba a los presos políticos de manera «macabra», incluyendo torturas y maltratos a niños para obtener confesiones de sus padres.
Falleció el 17 de marzo de 2001 a la edad de 57 años, producto de una hemorragia digestiva aguda. Sus violaciones a derechos humanos quedaron así impunes. En vida, aducía locura a causa del proyectil alojado en su cabeza tras el atentado.